# 何明璋
何明璋，字晓林，四川省重慶府銅梁縣人，清朝政治人物。同進士出身。

## 生平
少时天资过人，学力独到，时文能夺江浙八大家席。清光绪元年（1875年）中举人，光绪二年中第三甲进士，任工部主事营缮司行走，因其才华出众又公正廉洁，深得皇帝喜爱。后因其生病早卒，皇帝悲痛之余，重重嘉奖其亲属，连下3道圣旨。
光緒二年（1876年），參加丙子恩科會試，得貢士第324名。殿試登進士三甲第93名。同年五月（6月3日），著分六部學習。